# Ермаков, Иван Михайлович (писатель)
Ива́н Миха́йлович Ермако́в (27 января 1924, д. Михайловка Казанского района Тюменской области — 20 июня 1974, Тюмень) — советский писатель-прозаик, член Союза Писателей СССР.

## Биография
Иван Михайлович Ермаков родился в деревне Михайловка Казанского района Тюменской области в многодетной крестьянской семье. В 1939 году, после окончания семилетней школы, переехал в Омск, где поступил учиться в творческую студию при областном драматическом театре. В этот период работал актёром-кукловодом в Омском кукольном театре.
После окончания Омского пехотного училища в марте 1943 года, Ермаков был направлен на фронт командиром стрелкового взвода. Воевал на Волховском и Ленинградском фронтах, дважды был ранен. Награждён орденом Красной Звезды. Войну закончил в Эстонии. С 1945 по 1947 год служил во внутренних войсках МВД Эстонии.
В 1951 году вернулся в Тюменскую область. В 1953 году окончил Тобольскую культурно-просветительскую школу. Работал заведующим сельским клубом, затем — Домом культуры.
С 1962 года был членом Союза писателей СССР.
Был женат на Антонине Пантелеевне Ермаковой (погибла в 2017 году).
Дочь — Ермакова Светлана Ивановна, писатель.
Иван Михайлович умер 20 июня 1974 года в Тюмени.

## Творчество
Иван Михайлович работал и в жанрах очерка, рассказа, повести, но творческий успех к нему пришёл в жанре сказа, который утвердился в русской литературе после выхода в 1939 году книги Павла Бажова «Малахитовая шкатулка». В отличие от Бажова, Ермаков умеренно использовал диалектизмы, опирался на речь послевоенной деревни, окрашивая её разнообразными экспрессивными приёмами.
Первый сказ Ермакова «Соколкова бригада» был напечатан в газете «Тюменская правда», а затем перепечатан в журнале «Сибирские огни» в 1956 году.
В 1961 году вышел первый сборник Ермакова — «Богиня в шинели», который включал в себя семь сказов.
В 1973 году в Средне-Уральском книжном издательстве вышел сборник избранных сказов «Стоит меж лесов деревенька», в который вошли 16 произведений.
Наиболее полным изданием сказов Ивана Михайловича стал вышедший в 1984 году в Свердловске том «Учите меня, кузнецы» (серия «Уральская библиотека»).

## Память
С 1985 года в Казанском районе Тюменской области  проводится литературные дни И. М. Ермакова.
Районная библиотека села Казанское много лет носит имя писателя. В 2014 году перед зданием библиотеки был открыт бюст писателя. Также была учреждена литературная премия Казанского района «Ермаковские зори».
В 1998 г. на доме в г. Тюмень, где жил и работал писатель, установили мемориальную доску.
19 июня 2018 года филиалу МАУК «ЦГБС» г. Тюмени «Библиотеке № 7» присвоено имя тюменского писателя Ивана Ермакова. В этой же библиотеке работает экспозиция «Слово о солдате», посвященная творчеству Ивана Михайловича.

## Произведения
При жизни Ивана Михайловича были выпущены 14 сборников произведений, среди которых:
- Богиня в шинели (1962)
- Голубая стрекозка (1962)
- Атаманово подаренье (1964)
- Солдатские нескучалки (1964)
- О чём шептал оленёнок (1966)
- Петушиные зорьки (1968)
- Костя-египтянин (1969)
- Володя-солнышко (1971)
- Стоит меж лесов деревенька (1973
- Эти книги изданы в последующие годы.
- Память : избранные произведения / автор вступит. ст. и ред.-сост. Н. И. Коняев. – Тюмень : Тюмен. издат. дом, 2016. – 280 с.
- Богиня в шинели : сказы. – Тюмень : Тюменский издательский дом, 2005. – 230 с.
- Учите меня, кузнецы : сказы / сост. С. И. Ермакова. – Свердловск : Сред.-Урал. кн. изд-во, 1984. – 395 с. : портр. – (Урал. б-ка ; Вып.2).
- Зорька на яблочке : [сб. сказов] / сост. и послесл. З. Тоболкин. – Москва : Современник, 1980. – 224 с.
- Солдатские сказы : [для ст. шк. возраста]. – Свердловск : Сред.-Урал. кн. изд-во, 1978. – 175 с.
- Стоит меж лесов деревенька : повесть и сказка-быль / предисл. В. Важдаева. – Москва : Детская литература, 1974. – 96 с. : ил.
- Заря счастье кует : очерки. – Свердловск : Сред.-Урал. кн. изд-во, 1973. – 100 с.